# Johan Cohen
Johan Cohen (ur. 23 września 1975) – francuski siatkarz, reprezentant kraju, grający na pozycji przyjmującego lub libero. W reprezentacji Francji w latach 1995–2003 rozegrał 50 spotkań.

## Osiągnięcia

### Osiągnięcia klubowe
- 2004 – finalista Pucharu Francji
- 2005 – wicemistrzostwo Francji

### Osiągnięcia reprezentacyjne
- 2003 – 2. miejsce na Mistrzostwach Europy w Niemczech